# Liste der Monuments historiques in Entre-deux-Eaux
Die Liste der Monuments historiques in Entre-deux-Eaux führt die Monuments historiques in der französischen Gemeinde Entre-deux-Eaux auf.

## Liste der Objekte
| Bezeichnung                       | Beschreibung                                               | Standort                        | Kennzeichnung | Schutzstatus | Datum | Bild |
| --------------------------------- | ---------------------------------------------------------- | ------------------------------- | ------------- | ------------ | ----- | ---- |
| Armreliquiar des heiligen Vinzenz | Holz, farbig gefasst und vergoldet, Wachs, 19. Jahrhundert | in der Kirche St-Vincent (Lage) | PM88001382    | Inscrit      | 2010  |      |